# Michel Lescure
Pour les articles homonymes, voir Lescure.
Michel Lescure (né le 7 octobre 1944 à Toulouse et mort le 16 septembre 2014 à Montauban) est un coureur cycliste français.

## Biographie
Professionnel pendant un an en 1966 au sein de l'équipe Peugeot-BP-Michelin, il fut l'un des plus grands coureurs du sud-ouest durant les années 60-70.[réf. nécessaire] Rapide au sprint, il était aussi doué dans les parcours accidentés. Il a remporté de nombreuses victoires,.

## Palmarès
- 1963
  - Champion des Pyrénées amateurs
- 1965
  - Tour de Haut-Garonne
  - Béaziers-Montpelliers
  - 2e du Tour du Béarn
- 1966
  - Champion des Pyrénées amateurs
  - Grand Prix des Fêtes de Cénac-et-Saint-Julien
  - Grand Prix de la Tomate
- 1967
  - Champion des Pyrénées amateurs
  - Grand Prix d'Oradour-sur-Glane
  - Tour de Haut-Garonne
  - Grand Prix Pierre-Pinel
  - 2e du Grand Prix des Fêtes de Coux-et-Bigaroque
- 1968
  - Grand Prix des Fêtes de Cénac-et-Saint-Julien
  - 2e du Grand Prix Auguste Mallet
  - 3e du Grand Prix des Fêtes de Coux-et-Bigaroque
  - 3e du Trophée Peugeot
- 1969
  - 5e étape du Tour du Sud-Ouest
  - 2e du Grand Prix des Fêtes de Cénac-et-Saint-Julien
  - 3e du Grand Prix de la Trinité
- 1970
  - 1re étape du Tour du Béarn
  - 2e du Grand Prix de Puy-l'Évêque
  - 3e du Grand Prix de Châtel-Guyon
- 1971
  - 3e étape du Tour du Sud-Ouest